# Соколиный глаз (камень)
Соколи́ный глаз (другое название — ястребиный глаз) — жильная горная порода, поделочный камень, специфическая разновидность полупрозрачного кварца с включениями амфибола. Обладает голубым, синим, серовато-синим цветом, а на полированной поверхности кабошона — шелковистой переливчатостью благодаря многочисленным параллельно расположенным полым каналам и включениям крокидолита.
Аналогичный поделочный камень, в котором частичное окисление крокидолита приводит к появлению бурых полос, называется зебровым глазом. Внешне похожая горная порода, состоящая из сцементированных обломков халцедона с включениями волокон амфиболов, известна под названием питерсит (pietersite).
Предполагается, что специфическая структура камня с оптическим «эффектом кошачьего глаза» образуется в процессе замещения  кремнезёмом асбестовидного агрегата минерала рибекита (крокидолита) с сохранением его волокнистой структуры . 
Добывается, в основном, в Южной Африке, а также в США, Индии, Мексике, Австралии. Соколиный глаз более редок, чем другие кварцы с эффектом переливчатости. Синтетических имитаций не производится, но иногда под видом соколиного глаза продаются примитивные имитации из стекла (не подделка, а подмена).